# Opius minutus
Opius minutus är en stekelart som först beskrevs av Szepligeti 1907.  Opius minutus ingår i släktet Opius och familjen bracksteklar. Inga underarter finns listade i Catalogue of Life.